# Llista d'asteroides/177101-177200
| Nom      | Designació provisional | Data de descobriment   | Lloc de descobriment | Descobridor/s               |
| -------- | ---------------------- | ---------------------- | -------------------- | --------------------------- |
| 177101 - | 2003 FW101             | 31 de març de 2003     | Socorro              | LINEAR                      |
| 177102 - | 2003 FT102             | 31 de març de 2003     | Socorro              | LINEAR                      |
| 177103 - | 2003 FT115             | 31 de març de 2003     | Socorro              | LINEAR                      |
| 177104 - | 2003 FC116             | 31 de març de 2003     | Socorro              | LINEAR                      |
| 177105 - | 2003 FM121             | 25 de març de 2003     | Anderson Mesa        | LONEOS                      |
| 177106 - | 2003 FC130             | 24 de març de 2003     | Kitt Peak            | Spacewatch                  |
| 177107 - | 2003 FM130             | 24 de març de 2003     | Kitt Peak            | Spacewatch                  |
| 177108 - | 2003 FC131             | 22 de març de 2003     | Haleakala            | NEAT                        |
| 177109 - | 2003 GZ2               | 1 d'abril de 2003      | Socorro              | LINEAR                      |
| 177110 - | 2003 GZ5               | 1 d'abril de 2003      | Socorro              | LINEAR                      |
| 177111 - | 2003 GN7               | 1 d'abril de 2003      | Socorro              | LINEAR                      |
| 177112 - | 2003 GU10              | 3 d'abril de 2003      | Haleakala            | NEAT                        |
| 177113 - | 2003 GF14              | 1 d'abril de 2003      | Socorro              | LINEAR                      |
| 177114 - | 2003 GL16              | 2 d'abril de 2003      | Haleakala            | NEAT                        |
| 177115 - | 2003 GP16              | 3 d'abril de 2003      | Haleakala            | NEAT                        |
| 177116 - | 2003 GJ27              | 6 d'abril de 2003      | Kitt Peak            | Spacewatch                  |
| 177117 - | 2003 GM27              | 7 d'abril de 2003      | Kitt Peak            | Spacewatch                  |
| 177118 - | 2003 GM37              | 7 d'abril de 2003      | Socorro              | LINEAR                      |
| 177119 - | 2003 GE47              | 7 d'abril de 2003      | Kitt Peak            | Spacewatch                  |
| 177120 - | 2003 GZ51              | 1 d'abril de 2003      | Kitt Peak            | M. W. Buie                  |
| 177121 - | 2003 GW55              | 6 d'abril de 2003      | Kitt Peak            | Spacewatch                  |
| 177122 - | 2003 HD3               | 24 d'abril de 2003     | Anderson Mesa        | LONEOS                      |
| 177123 - | 2003 HS5               | 21 d'abril de 2003     | Kitt Peak            | Spacewatch                  |
| 177124 - | 2003 HV9               | 25 d'abril de 2003     | Kitt Peak            | Spacewatch                  |
| 177125 - | 2003 HV10              | 24 d'abril de 2003     | Kitt Peak            | Spacewatch                  |
| 177126 - | 2003 HE12              | 25 d'abril de 2003     | Campo Imperatore     | CINEOS                      |
| 177127 - | 2003 HO20              | 24 d'abril de 2003     | Anderson Mesa        | LONEOS                      |
| 177128 - | 2003 HU24              | 25 d'abril de 2003     | Kitt Peak            | Spacewatch                  |
| 177129 - | 2003 HS31              | 28 d'abril de 2003     | Kitt Peak            | Spacewatch                  |
| 177130 - | 2003 HG43              | 29 d'abril de 2003     | Anderson Mesa        | LONEOS                      |
| 177131 - | 2003 HN51              | 30 d'abril de 2003     | Kitt Peak            | Spacewatch                  |
| 177132 - | 2003 HA54              | 24 d'abril de 2003     | Kitt Peak            | Spacewatch                  |
| 177133 - | 2003 JL3               | 2 de maig de 2003      | Kitt Peak            | Spacewatch                  |
| 177134 - | 2003 JB14              | 7 de maig de 2003      | Catalina             | CSS                         |
| 177135 - | 2003 KQ11              | 25 de maig de 2003     | Kitt Peak            | Spacewatch                  |
| 177136 - | 2003 KK17              | 26 de maig de 2003     | Haleakala            | NEAT                        |
| 177137 - | 2003 PB10              | 4 d'agost de 2003      | Socorro              | LINEAR                      |
| 177138 - | 2003 QE6               | 18 d'agost de 2003     | Campo Imperatore     | CINEOS                      |
| 177139 - | 2003 QC12              | 22 d'agost de 2003     | Socorro              | LINEAR                      |
| 177140 - | 2003 QQ35              | 22 d'agost de 2003     | Palomar              | NEAT                        |
| 177141 - | 2003 QC36              | 22 d'agost de 2003     | Socorro              | LINEAR                      |
| 177142 - | 2003 QT38              | 22 d'agost de 2003     | Palomar              | NEAT                        |
| 177143 - | 2003 QV54              | 23 d'agost de 2003     | Socorro              | LINEAR                      |
| 177144 - | 2003 QO61              | 23 d'agost de 2003     | Socorro              | LINEAR                      |
| 177145 - | 2003 QZ75              | 24 d'agost de 2003     | Socorro              | LINEAR                      |
| 177146 - | 2003 QO77              | 24 d'agost de 2003     | Socorro              | LINEAR                      |
| 177147 - | 2003 QM79              | 25 d'agost de 2003     | Socorro              | LINEAR                      |
| 177148 - | 2003 QJ85              | 24 d'agost de 2003     | Cerro Tololo         | M. W. Buie                  |
| 177149 - | 2003 QR95              | 30 d'agost de 2003     | Haleakala            | NEAT                        |
| 177150 - | 2003 RR                | 2 de setembre de 2003  | Socorro              | LINEAR                      |
| 177151 - | 2003 RU8               | 2 de setembre de 2003  | Socorro              | LINEAR                      |
| 177152 - | 2003 RJ19              | 15 de setembre de 2003 | Anderson Mesa        | LONEOS                      |
| 177153 - | 2003 SW11              | 16 de setembre de 2003 | Kitt Peak            | Spacewatch                  |
| 177154 - | 2003 SH16              | 17 de setembre de 2003 | Goodricke-Pigott     | R. A. Tucker                |
| 177155 - | 2003 SE23              | 16 de setembre de 2003 | Kitt Peak            | Spacewatch                  |
| 177156 - | 2003 SL31              | 18 de setembre de 2003 | Kitt Peak            | Spacewatch                  |
| 177157 - | 2003 SF33              | 18 de setembre de 2003 | Piszkéstető          | K. Sárneczky, B. Sipőcz     |
| 177158 - | 2003 SN39              | 16 de setembre de 2003 | Palomar              | NEAT                        |
| 177159 - | 2003 SD47              | 16 de setembre de 2003 | Anderson Mesa        | LONEOS                      |
| 177160 - | 2003 SU83              | 18 de setembre de 2003 | Palomar              | NEAT                        |
| 177161 - | 2003 SG84              | 20 de setembre de 2003 | Haleakala            | NEAT                        |
| 177162 - | 2003 SC97              | 19 de setembre de 2003 | Socorro              | LINEAR                      |
| 177163 - | 2003 SN110             | 20 de setembre de 2003 | Palomar              | NEAT                        |
| 177164 - | 2003 ST125             | 19 de setembre de 2003 | Socorro              | LINEAR                      |
| 177165 - | 2003 SD128             | 20 de setembre de 2003 | Socorro              | LINEAR                      |
| 177166 - | 2003 SJ128             | 20 de setembre de 2003 | Socorro              | LINEAR                      |
| 177167 - | 2003 SL131             | 20 de setembre de 2003 | Socorro              | LINEAR                      |
| 177168 - | 2003 SX138             | 20 de setembre de 2003 | Palomar              | NEAT                        |
| 177169 - | 2003 SC144             | 21 de setembre de 2003 | Haleakala            | NEAT                        |
| 177170 - | 2003 SL145             | 20 de setembre de 2003 | Palomar              | NEAT                        |
| 177171 - | 2003 SE146             | 20 de setembre de 2003 | Haleakala            | NEAT                        |
| 177172 - | 2003 SK147             | 20 de setembre de 2003 | Palomar              | NEAT                        |
| 177173 - | 2003 SP164             | 20 de setembre de 2003 | Anderson Mesa        | LONEOS                      |
| 177174 - | 2003 SM169             | 23 de setembre de 2003 | Haleakala            | NEAT                        |
| 177175 - | 2003 SM170             | 21 de setembre de 2003 | Uccle                | T. Pauwels                  |
| 177176 - | 2003 SY174             | 18 de setembre de 2003 | Kitt Peak            | Spacewatch                  |
| 177177 - | 2003 SG204             | 22 de setembre de 2003 | Socorro              | LINEAR                      |
| 177178 - | 2003 SD218             | 27 de setembre de 2003 | Kitt Peak            | Spacewatch                  |
| 177179 - | 2003 SF224             | 25 de setembre de 2003 | Bergisch Gladbach    | W. Bickel                   |
| 177180 - | 2003 SQ245             | 26 de setembre de 2003 | Socorro              | LINEAR                      |
| 177181 - | 2003 SE248             | 26 de setembre de 2003 | Socorro              | LINEAR                      |
| 177182 - | 2003 SU249             | 26 de setembre de 2003 | Socorro              | LINEAR                      |
| 177183 - | 2003 ST263             | 28 de setembre de 2003 | Socorro              | LINEAR                      |
| 177184 - | 2003 SU290             | 28 de setembre de 2003 | Kitt Peak            | Spacewatch                  |
| 177185 - | 2003 TT8               | 3 d'octubre de 2003    | Kitt Peak            | Spacewatch                  |
| 177186 - | 2003 TZ16              | 14 d'octubre de 2003   | Anderson Mesa        | LONEOS                      |
| 177187 - | 2003 TQ18              | 15 d'octubre de 2003   | Anderson Mesa        | LONEOS                      |
| 177188 - | 2003 UR1               | 16 d'octubre de 2003   | Kitt Peak            | Spacewatch                  |
| 177189 - | 2003 UW4               | 17 d'octubre de 2003   | Socorro              | LINEAR                      |
| 177190 - | 2003 UA8               | 19 d'octubre de 2003   | Kitt Peak            | Spacewatch                  |
| 177191 - | 2003 UD10              | 20 d'octubre de 2003   | Emerald Lane         | L. Ball                     |
| 177192 - | 2003 UC15              | 16 d'octubre de 2003   | Kitt Peak            | Spacewatch                  |
| 177193 - | 2003 UO15              | 16 d'octubre de 2003   | Anderson Mesa        | LONEOS                      |
| 177194 - | 2003 UZ16              | 17 d'octubre de 2003   | Črni Vrh             | Črni Vrh                    |
| 177195 - | 2003 UL29              | 23 d'octubre de 2003   | Kvistaberg           | Uppsala-DLR Asteroid Survey |
| 177196 - | 2003 UC38              | 17 d'octubre de 2003   | Kitt Peak            | Spacewatch                  |
| 177197 - | 2003 UV38              | 16 d'octubre de 2003   | Uccle                | T. Pauwels                  |
| 177198 - | 2003 UB49              | 16 d'octubre de 2003   | Anderson Mesa        | LONEOS                      |
| 177199 - | 2003 UD54              | 18 d'octubre de 2003   | Palomar              | NEAT                        |
| 177200 - | 2003 UL86              | 18 d'octubre de 2003   | Palomar              | NEAT                        |